# Lövsjötjärnen, Ångermanland
Lövsjötjärnen är en sjö i Kramfors kommun i Ångermanland och ingår i Ångermanälven-Gådeåns kustområde. Sjön har en area på 0,0943 kvadratkilometer och ligger 92 meter över havet. Sjön avvattnas av vattendraget Källarbäcken.

## Delavrinningsområde
Lövsjötjärnen ingår i det delavrinningsområde (699425-158651) som SMHI kallar för Inloppet i Lövsjön. Medelhöjden är 184 meter över havet och ytan är 14,79 kvadratkilometer. Det finns inga avrinningsområden uppströms utan avrinningsområdet är högsta punkten. Källarbäcken som avvattnar avrinningsområdet har biflödesordning 2, vilket innebär att vattnet flödar genom totalt 2 vattendrag innan det når havet efter 15 kilometer. Avrinningsområdet består mestadels av skog (86 procent). Avrinningsområdet har 0,1 kvadratkilometer vattenytor vilket ger det en sjöprocent på 0,6 procent.